# La talpa (programma televisivo)
La talpa è stato un programma televisivo italiano di genere reality, versione italiana del format belga De Mol, andato in onda dal 30 gennaio 2004 al 25 novembre 2024. Inizialmente trasmesso su Rai 2 fino al 2 aprile 2004 (nella prima edizione), dal 20 settembre 2005 al 27 novembre 2008 è stato trasmesso su Italia 1 (nella seconda e nella terza edizione). Dopo un'assenza di sedici anni dai palinsesti televisivi, il reality è tornato in onda su Canale 5 dal 5 al 25 novembre 2024 (con la quarta edizione).
Le prime tre edizioni (2004-2005, 2008) sono state condotte da Paola Perego (subentrata ad Amanda Lear dalla seconda puntata della prima edizione del 2004), mentre la quarta edizione (2024) è stata condotta da Diletta Leotta.

## Il programma

### Regolamento
A La talpa partecipa un gruppo di concorrenti VIP, i cosiddetti sospettati o indagati. Lo scopo del gioco è trovare e smascherare "la talpa", ossia un sabotatore, che si nasconde in incognito tra i concorrenti.

### Location
La prima edizione (2004) ha avuto come location lo Yucatán (Messico), la seconda edizione (2005) il Kenya, la terza edizione (2008) il Sudafrica, mentre la quarta edizione (2024) nella provincia di Viterbo (Italia).
| Location                      | Edizioni | Edizioni | Edizioni | Edizioni | Totale |
| Location                      | 1ª       | 2ª       | 3ª       | 4ª       | Totale |
| ----------------------------- | -------- | -------- | -------- | -------- | ------ |
| Yucatán (Messico)             |          |          |          |          | 1      |
| Kenya                         |          |          |          |          | 1      |
| Sudafrica                     |          |          |          |          | 1      |
| Provincia di Viterbo (Italia) |          |          |          |          | 1      |

## Cast

### Conduzione
La conduzione del programma per le prime tre edizioni (2004-2005, 2008) è stata affidata a Paola Perego (subentrata ad Amanda Lear dalla seconda puntata della prima edizione del 2004), mentre la quarta edizione (2024) è stata condotta da Diletta Leotta.
| Conduzione     | Edizioni | Edizioni | Edizioni | Edizioni | Totale |
| Conduzione     | 1ª       | 2ª       | 3ª       | 4ª       | Totale |
| -------------- | -------- | -------- | -------- | -------- | ------ |
| Amanda Lear    |          |          |          |          | 1      |
| Paola Perego   |          |          |          |          | 3      |
| Diletta Leotta |          |          |          |          | 1      |

### Inviati
Nelle prime tre edizioni il reality ha avuto la figura dell'inviato: un accompagnatore dei concorrenti durante l'ingresso nel reality e al momento della loro eliminazione dal gioco. Nella prima edizione (2004) il ruolo di inviato è stato affidato a Guido Bagatta, nella seconda edizione (2005) a Stefano Bettarini, nella terza edizione (2008) a Paola Barale, mentre nella quarta edizione (2024) non ci sono inviati.
| Inviato           | Edizioni | Edizioni | Edizioni | Edizioni | Totale |
| Inviato           | 1ª       | 2ª       | 3ª       | 4ª       | Totale |
| ----------------- | -------- | -------- | -------- | -------- | ------ |
| Guido Bagatta     |          |          |          |          | 1      |
| Stefano Bettarini |          |          |          |          | 1      |
| Paola Barale      |          |          |          |          | 1      |

### Opinionisti
Nella terza edizione (2008) è stata presente la figura dell'opinionista, chiamato a commentare i fatti accaduti nel corso della puntata in prima serata. Nella stessa edizione il ruolo era stato ricoperto da Candida Morvillo, Vincenzo Cantatore e Barbara Alberti (presente solamente per le prime tre puntate e sostituita da Raffaello Tonon dalla quarta all'ottava puntata), mentre nella quarta edizione (2024) il ruolo è stato affidato a Ludovica Frasca (diventata tale dalla seconda alla quarta puntata, dopo aver partecipato come concorrente alla prima puntata).
| Opinionista        | Edizioni | Edizioni | Edizioni | Edizioni | Totale |
| Opinionista        | 1ª       | 2ª       | 3ª       | 4ª       | Totale |
| ------------------ | -------- | -------- | -------- | -------- | ------ |
| Candida Morvillo   |          |          |          |          | 1      |
| Vincenzo Cantatore |          |          |          |          | 1      |
| Barbara Alberti    |          |          |          |          | 1      |
| Raffaello Tonon    |          |          |          |          | 1      |
| Ludovica Frasca    |          |          |          |          | 1      |

## Edizioni
| Edizione | Rete televisiva | Titolo del programma       | Conduzione     | Conduzione     | Periodo           | Periodo          | Puntate | Giorni | Opinionisti      | Opinionisti        | Inviati           | Concorrenti | Regia          | Montepremi | La talpa           | Vincitori        |
| Edizione | Rete televisiva | Titolo del programma       | Conduzione     | Conduzione     | Inizio            | Fine             | Puntate | Giorni | Opinionisti      | Opinionisti        | Inviati           | Concorrenti | Regia          | Montepremi | La talpa           | Vincitori        |
| -------- | --------------- | -------------------------- | -------------- | -------------- | ----------------- | ---------------- | ------- | ------ | ---------------- | ------------------ | ----------------- | ----------- | -------------- | ---------- | ------------------ | ---------------- |
| 1ª       | Rai 2           | La talpa                   | Amanda Lear    | Paola Perego   | 30 gennaio 2004   | 2 aprile 2004    | 10      | 64     | Non presenti     | Non presenti       | Guido Bagatta     | 12          | Egidio Romio   | 165000 €   | Marco Predolin     | Angela Melillo   |
| 2ª       | Italia 1        | La talpa                   | Paola Perego   | Paola Perego   | 20 settembre 2005 | 22 novembre 2005 | 10      | 64     | Non presenti     | Non presenti       | Stefano Bettarini | 16          | Fabio Calvi    | 200000 €   | Paolo Vallesi      | Gianni Sperti    |
| 3ª       | Italia 1        | La talpa                   | Paola Perego   | Paola Perego   | 9 ottobre 2008    | 27 novembre 2008 | 8       | 50     | Candida Morvillo | Vincenzo Cantatore | Paola Barale      | 13          | Duccio Forzano | 200000 €   | Franco Trentalance | Karina Cascella  |
| 3ª       | Italia 1        | La talpa                   | Paola Perego   | Paola Perego   | 9 ottobre 2008    | 27 novembre 2008 | 8       | 50     | Barbara Alberti  | Raffaello Tonon    | Paola Barale      | 13          | Duccio Forzano | 200000 €   | Franco Trentalance | Karina Cascella  |
| 4ª       | Canale 5        | La talpa - Who is the Mole | Diletta Leotta | Diletta Leotta | 5 novembre 2024   | 25 novembre 2024 | 4       | 35     | Ludovica Frasca  | Ludovica Frasca    | Non presente      | 10          | Luigi Antonini | 38000 €    | Lucilla Agosti     | Alessandro Egger |

## Concorrenti

### La talpa 1(2004)
La prima edizione de La talpa è andata in onda su Rai 2 dal 30 gennaio al 2 aprile 2004, con la conduzione di Paola Perego (subentrata ad Amanda Lear dalla seconda puntata del 6 febbraio 2004) e con la partecipazione dell'inviato Guido Bagatta.
I 15 concorrenti sono stati nello Yucatán (Messico) per 64 giorni, e Angela Melillo vinse il montepremi finale di 165 000 euro, mentre Marco Predolin è stato La talpa.
| Concorrente        | Età     | Professione                           | Luogo di nascita      | Stato                         |
| ------------------ | ------- | ------------------------------------- | --------------------- | ----------------------------- |
| Angela Melillo     | 36 anni | Ballerina, attrice                    | Roma                  | Vincitrice                    |
| Karim Capuano      | 28 anni | Attore, personaggio TV                | Barletta              | Secondo classificato          |
| Marco Predolin     | 52 anni | Conduttore TV, conduttore radiofonico | Borgo Val di Taro     | Terzo classificato - La talpa |
| Brigitte Nielsen   | 40 anni | Attrice, modella, conduttrice TV      | Rødovre               | Eliminata                     |
| Alessia Ventura    | 23 anni | Showgirl                              | Moncalieri            | Eliminata                     |
| Samantha de Grenet | 33 anni | Showgirl                              | Roma                  | Eliminata                     |
| Mikael Kenta       | 31 anni | Modello                               | Göteborg              | Eliminato                     |
| Andrea Lucchetta   | 41 anni | Pallavolista                          | Treviso               | Eliminato                     |
| Clarissa Burt      | 44 anni | Attrice, ex modella                   | Filadelfia            | Eliminata                     |
| Nadia Rinaldi      | 36 anni | Attrice                               | Roma                  | Eliminata                     |
| Davide Ricci       | 26 anni | Attore                                | La Spezia             | Eliminato                     |
| Don Backy          | 64 anni | Cantautore                            | Santa Croce sull'Arno | Eliminato                     |

### La talpa 2(2005)
La seconda edizione de La talpa è andata in onda su Italia 1 dal 20 settembre al 22 novembre 2005, con la conduzione di Paola Perego e con la partecipazione dell'inviato Stefano Bettarini.
I 16 concorrenti sono stati in Kenya per 64 giorni, e Gianni Sperti vinse il montepremi finale di 200 000 euro, mentre Paolo Vallesi è stato La talpa.
| Concorrente          | Età     | Professione                           | Luogo di nascita      | Stato                          |
| -------------------- | ------- | ------------------------------------- | --------------------- | ------------------------------ |
| Gianni Sperti        | 32 anni | Ballerino, opinionista TV             | Manduria              | Vincitore                      |
| Roberto Ciufoli      | 45 anni | Attore, comico                        | Roma                  | Secondo classificato           |
| Beatrice Bocci       | 35 anni | Conduttrice TV                        | San Giovanni Valdarno | Terza classificata             |
| Francesca Rettondini | 34 anni | Attrice, conduttrice TV               | Verona                | Quarta classificata            |
| Paolo Vallesi        | 41 anni | Cantautore                            | Firenze               | Quinto classificato - La talpa |
| Liudmila Radchenko   | 28 anni | Modella, attrice                      | Omsk                  | Eliminata                      |
| Ramona Cheorleu      | 23 anni | Showgirl                              | Piatra Neamț          | Eliminata                      |
| Franklin Santana     | 33 anni | Modello                               | Caracas               | Eliminato                      |
| Jonis Bascir         | 45 anni | Attore, musicista                     | Roma                  | Eliminato                      |
| Diego Conte          | 26 anni | Personaggio TV                        | Venezia               | Eliminato                      |
| Alessandro Greco     | 33 anni | Conduttore TV, conduttore radiofonico | Grottaglie            | Eliminato                      |
| Sylvie Lubamba       | 33 anni | Showgirl                              | Firenze               | Eliminata                      |
| Demetra Hampton      | 37 anni | Attrice, ex modella                   | Filadelfia            | Eliminata                      |
| Alessia Mancini      | 27 anni | Showgirl                              | Marino                | Eliminata                      |
| Paolo Canè           | 40 anni | Tennista                              | Bologna               | Eliminato                      |
| Denny Méndez         | 27 anni | Attrice, modella                      | Santo Domingo         | Eliminata                      |

### La talpa 3(2008)
La terza edizione de La talpa è andata in onda su Italia 1 dal 9 ottobre al 27 novembre 2008 con la conduzione di Paola Perego, affiancata in studio dagli opinionisti Candida Morvillo, Vincenzo Cantatore e Barbara Alberti (presente solamente per le prime tre puntate e sostituita da Raffaello Tonon dalla quarta all'ottava puntata) e con la partecipazione dell'inviata Paola Barale.
I 13 concorrenti sono stati in Sudafrica per 50 giorni, e Karina Cascella vinse il montepremi finale di 200 000 euro, mentre Franco Trentalance è stato La talpa.
| Concorrente         | Età     | Professione              | Luogo di nascita | Stato                          |
| ------------------- | ------- | ------------------------ | ---------------- | ------------------------------ |
| Karina Cascella     | 28 anni | Personaggio TV           | Aversa           | Vincitrice                     |
| Clemente Russo      | 26 anni | Pugile                   | Caserta          | Secondo classificato           |
| Melita Toniolo      | 22 anni | Showgirl, personaggio TV | Treviso          | Terza classificata             |
| Pasquale Laricchia  | 36 anni | Personaggio TV           | Bari             | Quarto classificato            |
| Franco Trentalance  | 41 anni | Attore pornografico      | Bologna          | Quinto classificato - La talpa |
| Simona Salvemini    | 31 anni | Personaggio TV           | Milano           | Eliminata                      |
| Matteo Tagliariol   | 25 anni | Schermidore              | Treviso          | Eliminato                      |
| Pamela Camassa      | 23 anni | Showgirl                 | Prato            | Espulsa                        |
| Cristiano Angelucci | 29 anni | Modello, personaggio TV  | Chieti           | Eliminati                      |
| Salvatore Angelucci | 32 anni | Personaggio TV           | Chieti           | Eliminati                      |
| Natalia Bush        | 23 anni | Showgirl, modella        | Tenerife         | Ritirata                       |
| Fiordaliso          | 52 anni | Cantante                 | Piacenza         | Eliminata                      |
| Kamilia Dupont      | 24 anni | Modella                  | Tunisi           | Eliminata                      |
| Emanuela Tittocchia | 38 anni | Attrice                  | Torino           | Eliminata                      |

### La talpa 4(2024)
La quarta edizione de La talpa (sottotitolata Who is the Mole) è andata in onda su Canale 5 dal 5 al 25 novembre 2024 con la conduzione di Diletta Leotta, affiancata dall'opinionista Ludovica Frasca (diventata tale dalla seconda alla quarta puntata, dopo aver partecipato come concorrente alla prima puntata).
I 10 concorrenti sono stati nella provincia di Viterbo (Italia) per 35 giorni, e Alessandro Egger vinse il montepremi finale di 38 000 euro, mentre Lucilla Agosti è stata La talpa.
| Concorrente        | Età     | Professione                             | Luogo di nascita | Stato                           |
| ------------------ | ------- | --------------------------------------- | ---------------- | ------------------------------- |
| Alessandro Egger   | 33 anni | Attore, modello                         | Belgrado         | Vincitore                       |
| Lucilla Agosti     | 46 anni | Conduttrice TV, conduttrice radiofonica | Milano           | Seconda classificata - La talpa |
| Andrea Preti       | 36 anni | Attore                                  | Copenaghen       | Terzo classificato              |
| Marina La Rosa     | 47 anni | Attrice, personaggio TV                 | Messina          | Quarta classificata             |
| Andreas Müller     | 28 anni | Ballerino                               | Singen           | Eliminati                       |
| Veronica Peparini  | 53 anni | Coreografa                              | Roma             | Eliminati                       |
| Orian Ichaki       | 28 anni | Modella                                 | Herzliya         | Eliminata                       |
| Gilles Rocca       | 41 anni | Attore, personaggio TV                  | Roma             | Eliminato                       |
| Elisa Di Francisca | 41 anni | Schermitrice olimpica                   | Jesi             | Eliminata                       |
| Marco Melandri     | 42 anni | Ex pilota motociclistico                | Ravenna          | Eliminato                       |
| Ludovica Frasca    | 31 anni | Personaggio TV                          | Napoli           | Eliminata                       |

## Audience
| Edizione | Rete televisiva | Anno | Stagione          | Programmazione | Programmazione | Programmazione | Programmazione | Programmazione | Programmazione | Programmazione | Collocazione | Media auditel  | Media auditel | Premiere       | Premiere | Finale         | Finale | Reunion        | Reunion |
| Edizione | Rete televisiva | Anno | Stagione          | L              | M              | M              | G              | V              | S              | D              | Collocazione | Telespettatori | Share         | Telespettatori | Share    | Telespettatori | Share  | Telespettatori | Share   |
| -------- | --------------- | ---- | ----------------- | -------------- | -------------- | -------------- | -------------- | -------------- | -------------- | -------------- | ------------ | -------------- | ------------- | -------------- | -------- | -------------- | ------ | -------------- | ------- |
| 1ª       | Rai 2           | 2004 | inverno-primavera |                |                |                |                |                |                |                | Prima serata | 4 561 000      | 19,29%        | 3 435 000      | 14,74%   | 6 994 000      | 29,54% | –              | –       |
| 2ª       | Italia 1        | 2005 | autunno           |                |                | 3 657 000      | 17,25%         | 3 927 000      | 18,51%         | 4 857 000      | Prima serata | 23,86%         | 3 184 000     | 13,00%         |          |                |        |                |         |
| 3ª       | Italia 1        | 2008 | autunno           |                |                | 3 573 000      | 18,70%         | 3 007 000      | 16,33%         | 5 356 000      | Prima serata | 26,52%         | 3 402 000     | 14,81%         |          |                |        |                |         |
| 4ª       | Canale 5        | 2024 | autunno           |                |                |                | 1 836 000      | 12,47%         | 2 250 000      | 14,04%         | Prima serata | 1 603 000      | 12,76%        | –              | –        |                |        |                |         |